# 阿根廷平囊鯰
阿根廷平囊鯰，為平囊鯰屬的一種熱帶淡水魚，分布於南美洲亞馬遜河、巴拉那河、托坎廷斯河、埃塞奎博河、奧里諾科河流域，體長可達24公分，棲息在沙底質底層水域，以甲殼類、軟體動物及有機碎屑等為食，生活習性不明，可做為食用魚及觀賞魚。

## 扩展阅读
維基物種上的相關：阿根廷平囊鯰